# 埃米爾·特奧多爾·科赫爾
埃米爾·特奧多爾·科赫爾（德語：Emil Theodor Kocher；1841年8月25日—1917年7月27日）出生於伯恩，是一位瑞士科學家。曾在蘇黎世、柏林、倫敦與維也納接受教育或進行研究，在1865年得到博士學位。
1909年，因為對甲狀腺的治療、生理學與病理學研究而獲得諾貝爾生理學或醫學獎。

## 外部鏈接
- 互联网档案馆中埃米爾·特奧多爾·科赫爾的作品或与之相关的作品
- Theodor Kocher Institute of the University of Bern
- Milestones in European Thyroidology (MET). Theodor Kocher (1841–1917) （页面存档备份，存于）
- . . 1905.
- . . 1920.